# Photonectes barnetti
Photonectes barnetti is een straalvinnige vissensoort uit de familie van de Stomiidae. De wetenschappelijke naam van de soort is voor het eerst geldig gepubliceerd in 2011 door Klepadlo.